# Cyclops delphinus
Cyclops delphinus – gatunek widłonoga z rodziny Cyclopidae, nazwa naukowa gatunku została po raz pierwszy opublikowana w 1785 roku przez duńskiego przyrodnika Otto Friedricha Müllera.